# Hennadij Lytovtsjenko
Hennadij Lytovtsjenko (Oekraïens: Геннадій Володимирович Литовченко, Russisch: Геннадий Владимирович Литовченко Gennadi Litovtsjenko) (Dniprodzerzjynsk, 11 september 1963) is een voormalig Oekraïens voetballer en huidig trainer. Toen hij nog speler was van de Sovjet-Unie werd zijn naam steevast in het Russisch geschreven, waar de uitspraak van zijn voornaam Gennadi is.

## Biografie
Lytovtsjenko begon zijn carrière bij Dnjepropetrovsk waarmee hij in 1983 verrassend landskampioen werd. In 1984 werd hij verkozen tot voetballer van het jaar. In 1988 trok hij naar Dynamo Kiev, waarmee hij in 1990 de titel en de beker won. Dat jaar maakte hij de overstap naar het Griekse Olympiakos en won daarmee de beker in 1992. Nadat hij even terugkeerde naar Oekraïne ging hij van 1993 tot 1995 voor Admira Wacker Mödling spelen in Oostenrijk. Na nog een passage bij AEL Limasol beëindigde hij zijn carrière bij Tsjornomorets Odessa.
Hij nam in 1980 met zijn team deel aan de Olympische Spelen waar ze de bronzen medaille behaalden. Van 1984 tot 1990 speelde hij voor het nationale elftal van de Sovjet-Unie. In 1988 werden ze Europees vicekampioen. In 1993 en 1994 speelde hij nog voor het pas onafhankelijke Oekraïne.
Na zijn spelerscarrière werd hij trainer.
1 Dasajev ·
2 Bezsonov ·
3 Tsjivadze ·
4 Morozov ·
5 Demjanenko  ·
6 Boebnov ·
7 Jaremtsjoek ·
8 Jakovenko ·
9 Zavarov ·
10 Koeznetsov ·
11 Blochin ·
12 Bal ·
13 Lytovtsjenko · 
14 Rodionov ·
15 Larionov ·
16 Tsjanov ·
17 Jevtoesjenko ·
18 Protasov ·
19 Bilanov ·
20 Alejnikaw ·
21 Rats ·
22 Krakovskji ·
Coach: Lobanovskyj
1 Dasajev  ·
2 Bezsonov ·
3 Chidijatoellin ·
4 Koeznetsov ·
5 Demjanenko ·
6 Rats ·
7 Alejnikaw ·
8 Lytovtsjenko ·
9 Zavarov ·
10 Protasov ·
11 Bilanov ·
12 Visjnevskji ·
13 Soelakvelidze ·
14 Soekristov ·
15 Mychajlytsjenko ·
16 Tsjanov ·
17 Dmitrijev ·
18 Hotsmanov ·
19 Baltatsja ·
20 Pasoelko ·
Coach: Lobanovskyj
1 Dasajev  ·
2 Bezsonov ·
3 Chidijatoellin ·
4 Koeznetsov ·
5 Demjanenko ·
6 Rats ·
7 Alejnikaw ·
8 Lytovtsjenko ·
9 Zavarov ·
10 Protasov ·
11 Dobrovolski ·
12 Borodjoek ·
13 Tsveiba ·
14 Ljoetyj ·
15 Jaremtsjoek ·
16 Tsjanov ·
17 Zygmantovitsj ·
18 Sjalimov ·
19 Fokin ·
20 Gorloekovitsj ·
21 Brosjin ·
22 Oevarov ·
Coach: Lobanovskyj